# Гнат, Зденек
Зденек Гнат (чеш. Zdeněk Hnát; род. 25 октября 1935, Либерец) — чешский пианист.
Учился в Пражской консерватории у Илоны Штепановой-Курзовой, затем в Московской консерватории у Генриха Нейгауза. В 1957 году удостоен первой премии на Международном музыкальном фестивале «Пражская весна».
Специалист преимущественно по камерному репертуару, Гнат известен своими интерпретациями произведений Прокофьева, Скрябина, чешских композиторов; высоко оценивается выполненная им запись 29-й сонаты Людвига ван Бетховена.
Сначала он преподавал в Пражской консерватории, а затем в Академии музыки имени Яначека.
В 2006 году Зденек Гнат объявил об окончании своей педагогической деятельности по состоянию здоровья, но он продолжает выступать с сольными концертами в Праге и других городах своей родины.